# Лазуткін Олександр Іванович
Олександр Іванович Лазуткін (30 жовтня 1957, Москва) — російський космонавт.
3 березня 1992 року зарахований до загону космонавтів. Його першою космічною місією став Союз ТМ-25, на якому він був бортінженером.

## Родина
Одружений із Лазуткіною Людмилою Володимирівною (уроджена Городинцька). Має двох доньок — Наталію та Євгенію, 1984 та 1989 року народження відповідно. Захоплюється спортом і астрономією (майстер спорту СРСР зі спортивної гімнастики, має перший розряд із парашутного спорту).

## Освіта
Навчався в середній школі № 347 Первомайського району Москви, відтак перейшов до школи-інтернату спортивного профілю. 1981 року закінчив Московський авіаційний інститут за спеціальністю «інженер-механік».